# Suchodębie (województwo łódzkie)
Suchodębie – wieś w Polsce, położona w województwie łódzkim, w powiecie kutnowskim, w gminie Łanięta.
W latach 1975–1998 wieś administracyjnie należała do województwa płockiego.
Jedna z najstarszych udokumentowanych historycznie wsi gminy Łanięta. Wieś szlachecka położona była w drugiej połowie XVI wieku w powiecie gostynińskim ziemi gostynińskiej województwa rawskiego. 
W 1905 roku pod wsią Suchodębie w czasie strajku robotników rolnych zgromadziło się około 200 chłopów. Sprowadzona na miejsce strajku rota wojska carskiego zabiła 10 osób w tym 3 kobiety.
Na terenie wsi działa jedna z 5 jednostek w gminie Łanięta OSP.
W miejscowości znajduje się świetlica wiejska oraz plac zabaw.

## Integralne części wsi
| SIMC    | Nazwa    | Rodzaj    |
| ------- | -------- | --------- |
| 0569303 | Marianów | część wsi |

## Zabytki
Według rejestru zabytków Narodowego Instytutu Dziedzictwa na listę zabytków wpisane są obiekty:
- zespół dworski, poł. XIX w., XX w., nr rej.: 533 z 9.09.1980:
  - dwór
  - park